# Nazionale femminile di pallavolo del Cile
La nazionale di pallavolo femminile del Cile è una squadra sudamericana composta dalle migliori giocatrici di pallavolo del Cile ed è posta sotto l'egida della Federazione pallavolistica del Cile.

## Rosa
Segue la rosa delle giocatrici convocate per il campionato sudamericano 2021.
| N° | Nome              | Ruolo | Data di nascita   | Squadra           |
| -- | ----------------- | ----- | ----------------- | ----------------- |
| 2  | Camila Donoso     | L     | 25 gennaio 2003   | -                 |
| 4  | Beatriz Novoa     | S     | 5 febbraio 2001   | Deportivo Alianza |
| 5  | Paula Salinas     | P     | 30 ottobre 2000   | Deportivo Alianza |
| 7  | Sofia Ohlsson     | S     | 22 giugno 2001    | -                 |
| 8  | Gabriela Badilla  | S     | 3 febbraio 2003   | -                 |
| 9  | Enikki Canedo     | C     | 29 giugno 2004    | -                 |
| 10 | Camila Mendoza    | C     | 15 luglio 1998    | Boston College    |
| 12 | Camila Gómez      | S     | 17 settembre 1999 | Winthrop          |
| 14 | Catalina Nuñez    | P     | 21 giugno 2000    | -                 |
| 15 | Petra Schwartzman | O     | 22 luglio 2005    | Boston College    |
| 17 | Camila Chirinos   | L     | 17 marzo 2003     | -                 |
| 27 | Isidora Castillo  | O     | 21 marzo 2005     | -                 |

## Risultati

### Competizioni FIVB
| 1952 | non qualificata | -            |
| 1956 | non qualificata | -            |
| 1960 | non qualificata | -            |
| 1962 | non qualificata | -            |
| 1967 | non qualificata | -            |
| 1970 | non qualificata | -            |
| 1974 | non qualificata | -            |
| 1978 | non qualificata | -            |
| 1982 | 22º posto       | Convocazioni |
| 1986 | non qualificata | -            |
| 1990 | non qualificata | -            |
| 1994 | non qualificata | -            |
| 1998 | non qualificata | -            |
| 2002 | non qualificata | -            |
| 2006 | non qualificata | -            |
| 2010 | non qualificata | -            |
| 2014 | non qualificata | -            |
| 2018 | non qualificata | -            |
| 2022 | non qualificata | -            |

### Competizioni CSV
| 1951 | non qualificata | -            |
| 1956 | non qualificata | -            |
| 1958 | non qualificata | -            |
| 1961 | 4º posto        | Convocazioni |
| 1962 | 4º posto        | Convocazioni |
| 1964 | non qualificata | -            |
| 1967 | 5º posto        | Convocazioni |
| 1969 | non qualificata | -            |
| 1971 | 5º posto        | Convocazioni |
| 1973 | 4º posto        | Convocazioni |
| 1975 | 6º posto        | Convocazioni |
| 1977 | 4º posto        | Convocazioni |
| 1979 | 4º posto        | Convocazioni |
| 1981 | 5º posto        | Convocazioni |
| 1983 | non qualificata | -            |
| 1985 | non qualificata | -            |
| 1987 | 7º posto        | Convocazioni |
| 1989 | non qualificata | -            |
| 1991 | 7º posto        | Convocazioni |
| 1993 | 5º posto        | Convocazioni |
| 1995 | 6º posto        | Convocazioni |
| 1997 | 5º posto        | Convocazioni |
| 1999 | 7º posto        | Convocazioni |
| 2001 | 5º posto        | Convocazioni |
| 2003 | non qualificata | -            |
| 2005 | 7º posto        | Convocazioni |
| 2007 | 7º posto        | Convocazioni |
| 2009 | 7º posto        | Convocazioni |
| 2011 | 6º posto        | Convocazioni |
| 2013 | 6º posto        | Convocazioni |
| 2015 | 6º posto        | Convocazioni |
| 2017 | 6º posto        | Convocazioni |
| 2019 | non qualificata | -            |
| 2021 | 5º posto        | Convocazioni |
| 2023 | 4º posto        | Convocazioni |

### Competizioni zonali
| 2002 | non qualificata | -            |
| 2003 | non qualificata | -            |
| 2004 | non qualificata | -            |
| 2005 | non qualificata | -            |
| 2006 | non qualificata | -            |
| 2007 | non qualificata | -            |
| 2008 | non qualificata | -            |
| 2009 | non qualificata | -            |
| 2010 | non qualificata | -            |
| 2011 | 12º posto       | Convocazioni |
| 2012 | non qualificata | -            |
| 2013 | non qualificata | -            |
| 2014 | non qualificata | -            |
| 2015 | non qualificata | -            |
| 2016 | non qualificata | -            |
| 2017 | 12º posto       | Convocazioni |
| 2018 | non qualificata | -            |
| 2019 | non qualificata | -            |
| 2022 | non qualificata | -            |
| 2023 | 9º posto        | Convocazioni |
| 2024 | 8º posto        | Convocazioni |

| 1978 | non qualificata | -            |
| 1982 | non qualificata | -            |
| 2010 | 7º posto        | Convocazioni |
| 2014 | 2º posto        | Convocazioni |
| 2018 | non qualificata | -            |
| 2022 | 3º posto        | Convocazioni |